# Гайнц Галінскі
Гайнц Галінскі (нім. Heinz Galinski; 28 листопада 1912, Мальборк — 19 липня 1992, Берлін) був першим і четвертим головою, та першим президентом Центральної ради євреїв Німеччини. З 1949 по 1992 рік він був головою Єврейської громади в Берліні. 
У вересні та грудні 1998 року невідомі здійснили два напади з вибухівкою на могилу Галінскі на єврейському кладовищі Херштрассе в Берліні-Вестенд. Надгробок був майже повністю зруйнований. Ймовірно, мотивом цих нападів був антисемітизм, але злочини не були розкриті.